# Johann Rudolph Ahle
Johann Rudolph Ahle (ur. 24 grudnia 1625 w Mühlhausen, zm. 9 lipca 1673 tamże) – niemiecki kompozytor i organista.

## Życiorys
Studiował teologię na Uniwersytecie w Erfurcie. Pełnił też funkcję organisty i kantora w erfurckim kościele św. Andrzeja i przykościelnej szkole. Od 1654 roku do 1673 roku był organistą kościoła św. Błażeja w Erfurcie. Na krótko przed śmiercią został wybrany burmistrzem miasta.
Był autorem utworów religijnych i muzyki instrumentalnej, opublikował też traktat Compendium musices pro tenellis (wyd. Mühlhausen 1648). Wiele z napisanych przez niego hymnów weszło na stałe do liturgii protestanckiej w Niemczech. 
Jego synem był Johann Georg Ahle.